# Siseme hyperion
Siseme hyperion är en fjärilsart som beskrevs av Adalbert Seitz 1917. Siseme hyperion ingår i släktet Siseme och familjen Riodinidae. Inga underarter finns listade i Catalogue of Life.